# 蘭卡斯特站
蘭卡斯特站（英語：Lancaster railway station）是英國蘭開斯特郡城市蘭卡斯特市的主要火車站，也是西海岸主線上的重要火車站之一。蘭卡斯特車站正式開業於1846年9月21日。1902年時，蘭卡斯特車站進行了擴建。

## 外部連結
- 列车时刻表及车站信息：蘭卡斯特站，来自英国铁路官方网站
- Lancaster Stations （页面存档备份，存于）